# 고보역
고보역(일본어: 御坊駅, ごぼうえき)은 일본 와카야마현 고보시에 있는, 서일본 여객철도와 기슈 철도의 철도역이다. 기세이 본선과 기슈 철도선이 지나가며, 기노쿠니 선, 기슈 철도선 소속 열차들을 이용할 수 있다.

## 역 구조
2면 4선의 지상역이다. 다만 0번 승강장은 두단식으로, 기슈 철도가 사용한다. 나머지 1번선부터 3번선까지는 서일본 여객철도가 사용하고 있다. 서일본 여객철도 직영역으로, 기세이 본선(기노쿠니 선)의 기리메역부터 하쓰시마역까지를 관리한다. 렌터카, 자전거 대여 서비스를 하고 있다.

### 승강장
| 0 | ■ 기슈 철도선 | 니시고보 방면                                                    |                         |
| 1 | ■ 기노쿠니 선 | 와카야마 · 덴노지 · 신오사카 · 교토 방면 오사카 순환선 직결 운행 |                         |
| 2 | ■ 기노쿠니 선 | 와카야마 방면                                                    | 대피·시종착 열차가 사용 |
| 2 | ■ 기노쿠니 선 | 기이타나베 · 시라하마 · 구시모토 · 신구 방면                     | 대피 열차가 사용        |
| 3 | ■ 기노쿠니 선 | 기이타나베 · 시라하마 · 구시모토 · 신구 방면                     |                         |

## 역세권 정보
- 고보시 경찰서, 보건소, 소방본부/소방서
- 가메야마 성터

## 역사
- 1929년 4월 21일 - 일본국유철도의 역으로 개업하였다.
- 1931년 6월 15일 - 고보 임항철도가 역을 개업해 환승역이 되었다.
- 1973년 1월 1일 - 고보 임항철도가 기슈 철도로 이름을 바꾸었다.
- 1987년 4월 1일 - 민영화에 따라 일본국유철도 고보 역이 서일본 여객철도의 소속이 되었다.

## 인접역
| 서일본 여객철도 기세이 본선 | 서일본 여객철도 기세이 본선 | 서일본 여객철도 기세이 본선   |
| --------------------------- | --------------------------- | ----------------------------- |
| 도조지 고보·기이타나베 방면 | ■ 기노쿠니 선·한와 선 쾌속  | 기이유라 와카야마·덴노지 방면 |
| 도조지 신구 방면            | ■ 기노쿠니 선 보통          | 기이우치하라 와카야마 방면    |
| 기슈 철도 기슈 철도선       |                             |                               |
| 시·종착역                   | 보통                        | 가쿠몬 니시고보 방면          |